# NGC 638
NGC 638 è una galassia a spirale barrata situata nella costellazione dei Pesci, a una distanza di circa 138 milioni di anni luce dalla nostra Via Lattea.

## Scoperta
NGC 638 è stata scoperta il 22 ottobre 1886 dall'astronomo statunitense Lewis Swift.

## Descrizione
NGC 638 presenta una larga riga a 21 cm dell'idrogeno neutro. NGC 638 è una galassia il cui nucleo è molto brillante nell'ultravioletto. È inserita nel catalogo di Markarian con il codice Mrk 1003 (MK 1003).

## Gruppo di NGC 645
NGC 638 fa parte del Gruppo di NGC 645, un raggruppamento che contiene almeno cinque galassie. Oltre a NGC 645 che dà il nome al gruppo, e NGC 638, le altre tre galassie componenti il gruppo sono NGC 632, UGC 1137 e UGC 1172.